# Vilamet
Vilamet (енгл. Willamette) je sorta maline, veoma otporna biljka koja daje krupno tamno crvene plodove , dobrog ukusa i koja počinje da zri krajem juna. Sadnice mogu da dostignu visinu do tri metra. Prija joj da bude na poziciji sa dosta sunca i traži dosta redovnog zalivanja i đubrenja kako bi prinos bio bolji. Stabljika koja je dala plod posle berbe mora da se odseče.

## Karakteristike
Malina Vilamet je vodeća sorta maline u SAD i Kanadi a dosta je popularna kod naših uzgajivača. Ova malina je američkog porekla , nastala je u Oregonu ukrštanjem maline Njuburg i Lojd Džordž. Pripada grupi ranih sorti malina jer već počinje da zri u junu . Trnovita je ali nekada može biti i bez trnja. Plod ove sorte maline je krupan , čvrst , tamno crvene boje i prijatne arome.Odličan je za kuvanje i druge načine prerade.Plod može biti i žute boje . Srednjeg je rasta , ali kada se intenzivno neguje može postati veoma bujna , pa se formiraju izdanci posle kojih je potrebno izvršiti orezivanje. Jednorodna je sorta ali plod može dati u dva navrata.Ako je pravilno neguje ova sorta , njen prinos može iznositi i više od deset do petnaest tona po hektaru. Pošto bogato rađa , ova sorta spada u grupu najekonomičnijih sorti maline.

## Gajenje
Ova sorta maline najbolje uspeva na punom suncu sa dosta vode , uz dobro gnojenje za vreme cvetanja. Vezivanje uz žicu je obavezno kod ove sorte. Za bolji rezultat, stabljike koje su dale plod , na kraju sezone se moraju odseći. Vilametu odgovara zemljište čija pH kiselost iznosi od 5,5-7 i koje je peskovito-ilovačasto , ilovačasto i normalno . Kako bi se sprečile bolesti kod ove sorte neophodno je orezivanje maline odmah posle berbe . Potrebno je ukloniti i novoizrasle maline ako su tanke , male ili polomljene . Maline se vezuju uz žicu i orezuju do visine čovekovog ramena , sto će olakšati berbu. Od prilike se oreže trideset procenata novoizrasle maline bez bojaznosti da će imati negativne posledice na ukupnu proizvodnju.

## Zaštita
Malina može da strada od pojedinih štetočina i bolesti koje se mogu suzbiti prskanjem pre cvetanja, pre početka vegetacije i nakon berbe. Položaj koji ne prija ovoj malini može biti uzrok pojave gljivičnih oboljenja poput Didimele i Antraknoze.

## Sadnja maline
Malina se može saditi u proleće i jesen. Poželjnija je jesenja sadnja jer malina dugo zadržava list , a u nekim brdskim predelima prvi mrazevi počinju relativno rano i zbog toga je poželjnija prolećna sadnja od jesenje . Sadnja u proleće nosi i neke rizike kao što su pojava uvećavanje pupoljaka na korenu , iz kojih će nastati novi izdanci . Pored toga na proleće je prisutno manje vlage u zemlji , a prolećni vetrovi koji su topli mogu da uzrokuju slabije primanje sadnica. Sadnja ne treba da bude ni previše plitka ni previše duboka. Sadnice se prikraćuju na oko 20 centimetara iznad zemlje posle sadnje.

## Literatura
- Todor Vulić , Čedo Oparnica , Boban Đorđević (2011):Voćarstvo
- Dr. Miladin M. Šoškić (2008):Savremeno voćarstvo